# Klášter Cluny
Klášter Cluny [klyˈni] je bývalé územní opatství, nacházející se v městečku Cluny v departementu Saône-et-Loire, region Burgundsko ve střední Francii, asi 80 km severně od Lyonu. Brzy po svém založení roku 910 se stal jedním z předních náboženských a kulturních center Evropy. V současnosti spadá opatství do území diecéze Autun.

## Historie

Znak územního opatství Cluny

Listinou z 11. září 910 založil vévoda Vilém I. Akvitánský v málo osídlené a ne příliš úrodné části Burgundska benediktinský klášter a daroval mu rozsáhlé území, které zcela vyňal ze své a jakékoli světské pravomoci. Původně se jednalo o římskou villu, kterou vévoda Vilém získal od své sestry Avy roku 893.
Ustanovil prvního opata Berna († 926), ale dal mnichům právo svobodné volby dalších opatů. Cluny se tak stalo autonomním a bylo podřízeno pouze papeži. To byla významná novinka, která se rychle rozšířila a počátkem 12. století patřilo ke clunyjskému hnutí přes 1200 klášterů s 20 tisíci mnichy po celé západní Evropě.
Clunyjská reforma spočívala na:

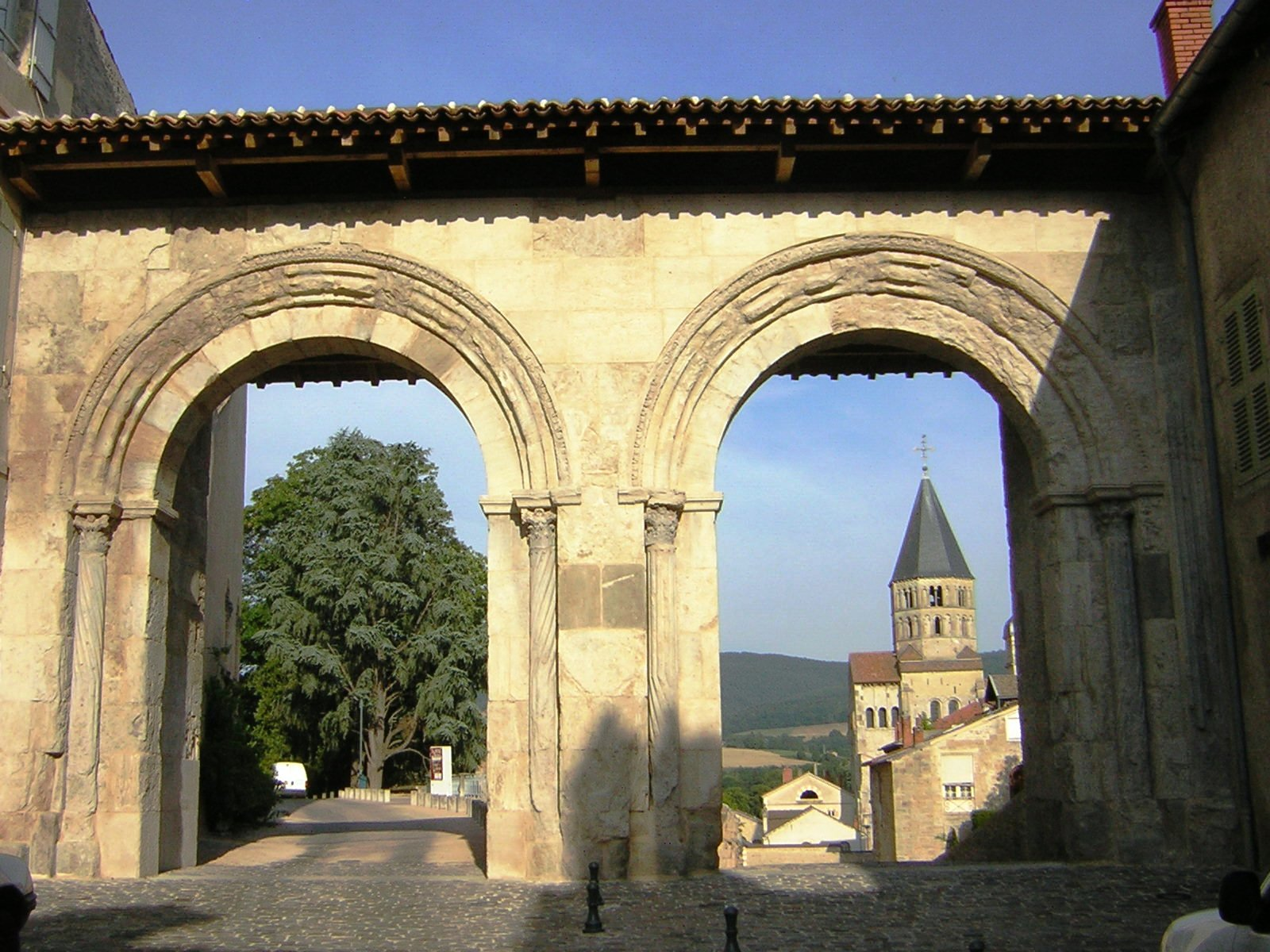
Cluny, brána kláštera

- přísně asketickém klášterním režimu podle řehole Benedikta z Nursie,
- péči o slavnou liturgii a velkolepé kostelní stavby,
- centrální pravomoci opata v Cluny,
- vynětí z pravomoci místních šlechticů i panovníků.

S touto autonomií církve souviselo i hnutí „Božího míru“ (lat. Pax Dei), sebeobranných smluv církevních institucí a obcí proti soukromým válkám a násilí místní šlechty. V období slabé centrální moci bylo důležité, že církev zbavovala poddané povinnosti účastnit se loupeživých výprav jejich pánů a těm naopak hrozila vyobcováním (exkomunikací). S posílením panovnické moci ve Francii ve 12. století postupně ztratilo význam a zaniklo.

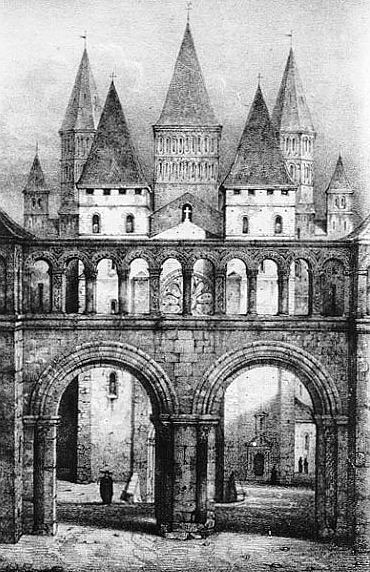
Kostel v Cluny před 1800

Zejména v době oslabení papežství kolem roku 1000 měli opati z Cluny velkou autoritu, byli rádci panovníků a jejich vliv zasahoval do celé tehdejší křesťanské Evropy. Někteří z nich dokonce odmítali nabídky, aby se stali papeži. Naopak o příklad clunyjského hnutí se opírala radikální reforma západní církve, jak ji zahájil papež Řehoř VII. ve druhé polovině 11. století. Spočívala ve snaze vymanit církev z moci a vlivu světských velmožů a učinit ji samostatným celkem. Tato snaha vyústila v tzv. boj o investituru.
Cluny se rychle stalo vzorem pro reformování dalších klášterů. Mateřský klášter dostal právo zakládat dceřiné kláštery, které se mu podřizovaly zčásti dobrovolně, zčásti pod tlakem biskupů či šlechticů. Na přelomu tisíciletí tvořilo clunyjskou kongregaci (Ordo cluniacensis) už 37 reformních klášterů.
V polovině 12. století začal význam Cluny upadat jednak proto, že se uvolnila klášterní kázeň, jednak mu začalo konkurovat cisterciácké hnutí Bernarda z Clairvaux, založené na myšlence návratu k prvotním ideálům mnišského života v chudobě a odříkání. V 15. století se sice Cluny ještě jednou pozvedlo díky přízni francouzských králů a papežů, potom však ztratilo význam. V polovině 18. století byl klášter přestavěn v barokním slohu, za Francouzské revoluce byl však zrušen a roku 1798 byl kostel jako zbytečný prodán soukromníkům, kteří jej použili jako kamenolom pro stavbu vojenského hřebčína. V klášteře vznikla škola. Teprve po roce 1830 začíná zájem o zbytky stavby a její historii.
Dne 15. prosince 1962 bylo opatství včleněno do území diecéze Autun.
Od 10. století se klášter stal významných centrem vinařství. Díky darům zbožných laiků i vévodů vlastnil záhy velké množství těch nejlepších vinic, jež v mnoha případech zůstaly nejlepšími dodnes.

## Kostely

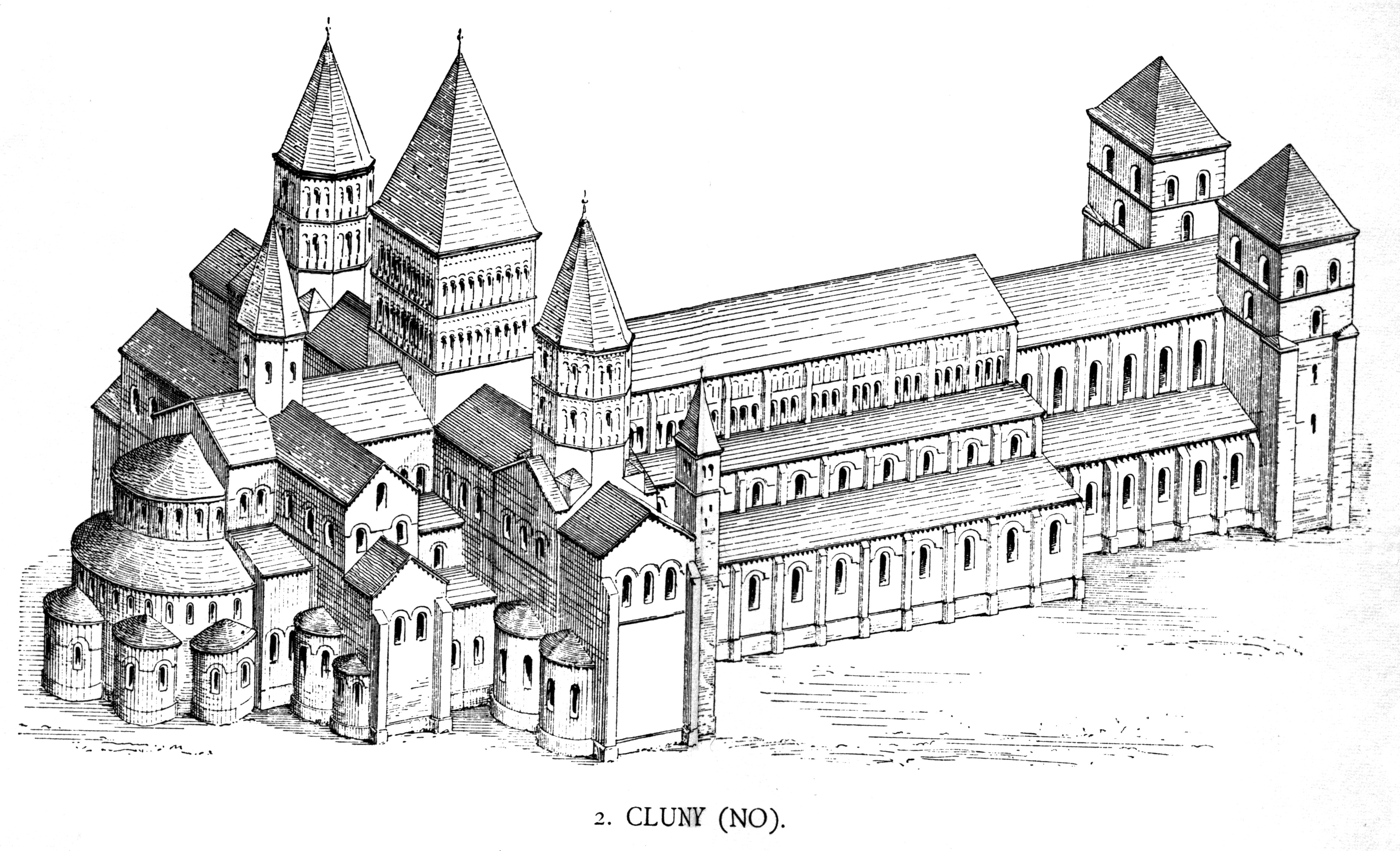
Rekonstrukce basiliky Cluny III.

Z prvního patrně dřevěného kostela z 10. století se nezachovaly žádné stopy. Kostel Cluny II. (opat Maiolus, 981), románská basilika s plochým dřevěným stropem, byl vzorem např. pro klášterní kostel v Hirsau v Německu. Roku 1089 začal opat Hugo stavbu nového kostela Cluny III. podle plánů architekta Hézelona z Liege; chór byl vysvěcen roku 1095, celý kostel roku 1130 za opata Petra Ctihodného.
Pětilodní bazilika s dvojitou příční lodí a se šesti věžemi, s délkou 187 m a s výškou klenby přes 30 m (kopule v křížení 40 m) byla až do přestavby Petrského dómu v Římě největším křesťanským kostelem. Stala se také často napodobovaným vzorem, ve zmenšeném měřítku např. v blízkém Paray-le-Monial, ale i půdorys pařížského chrámu Notre Dame je z ní odvozen. Kromě rozměrů stavba přinesla i další novinky. Byl to patrně první středověký kostel, který se stavěl podle předem navrženého plánu. Klenby jsou lomené a kostel měl zvenčí opěrné pilíře, jež se pak staly pravidlem v gotice.
Z kostela se zachovala jen jižní část příční lodi s věží, gotická kaple Jana Bourbonského z 15. století se zbytky plastik a torza dvou vstupních věží. Západní část půdorysu byla odkryta v poslední době. Zbytky plastik jsou shromážděny v lapidáriu v klášterní sýpce.

## Klášterní budovy
Ze středověkého kláštera, postaveného v letech 1120 až 1122, nezbylo nic, barokní klášter má čtvercový dvůr a dvě křídla, vybíhající do parku. V parku se zachovala velká dvoupatrová sýpka (Farinier) z roku 1275 se zachovaným původním stropem, vlastně dřevěnou klenbou, a mlýnská věž (Tour du moulin). Dnešní park obepíná středověká hradba s několika věžemi, která pokračuje městskou hradbou. V podzemí se zachoval vodní kanál, který sloužil k dopravě obilí a k pohonu mlýna.

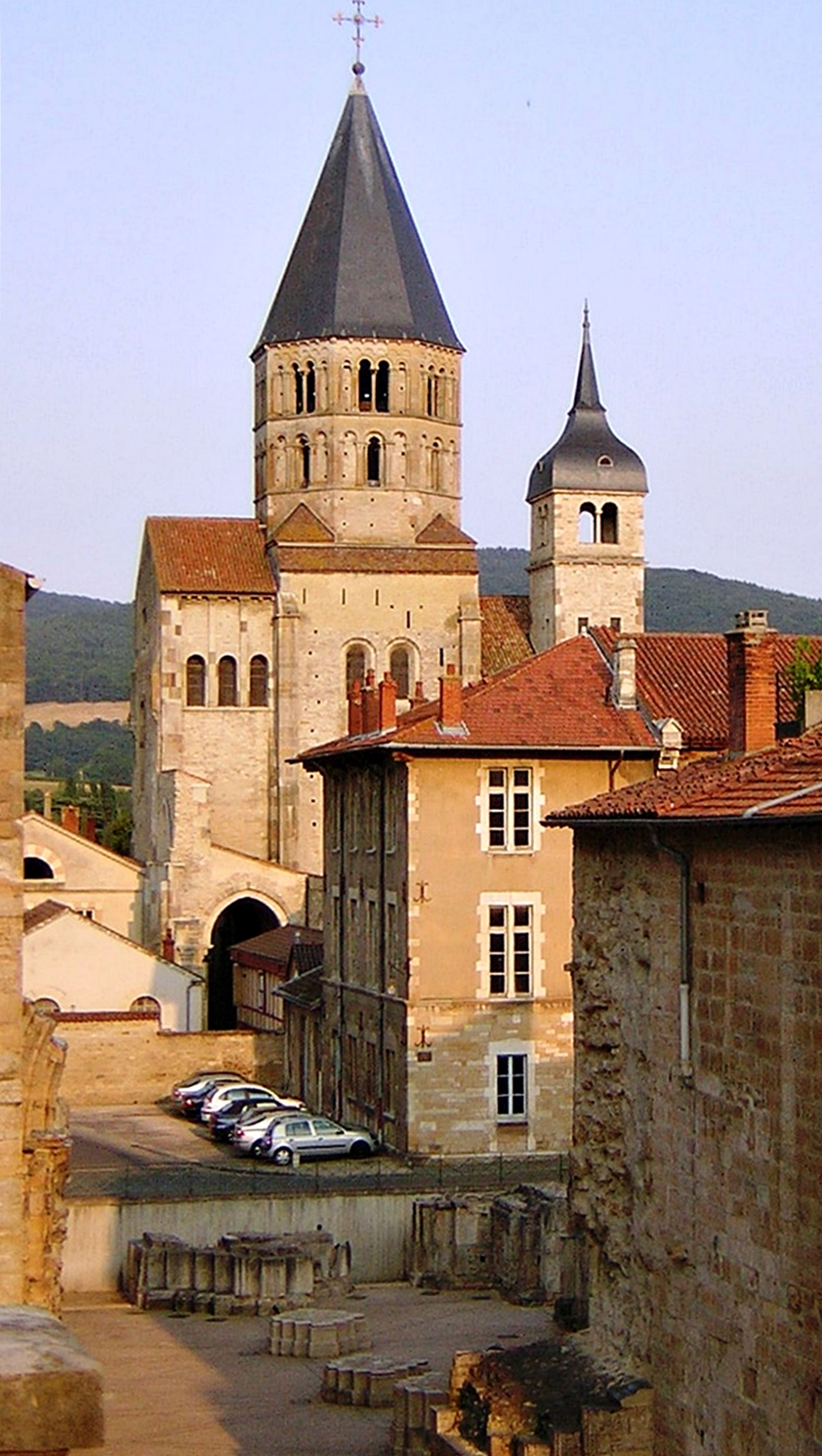
Cluny, vstupní věže a zbytky basiliky
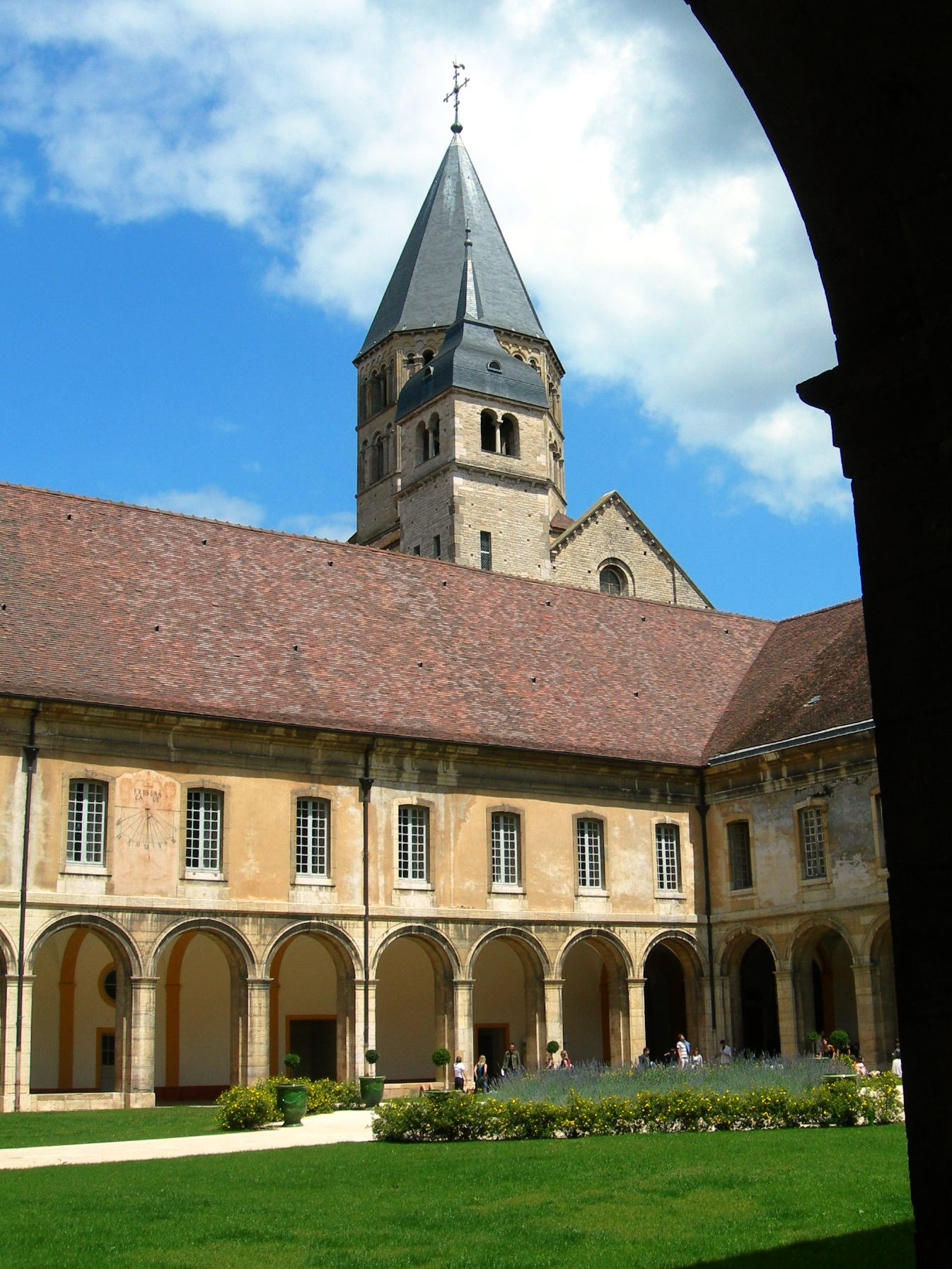
Cluny, nádvoří kláštera
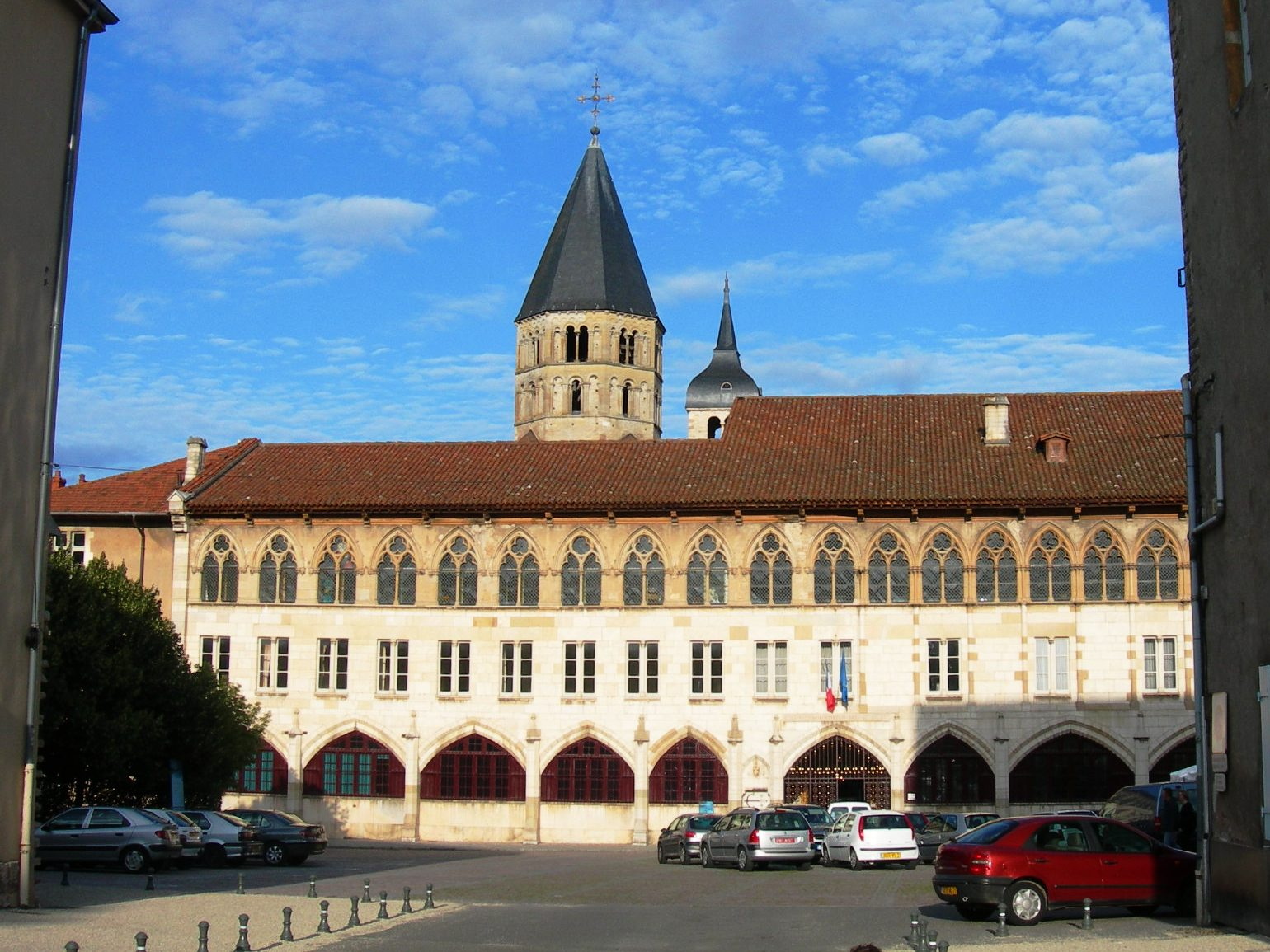
Cluny, palác papeže Gelasia (15. stol.)
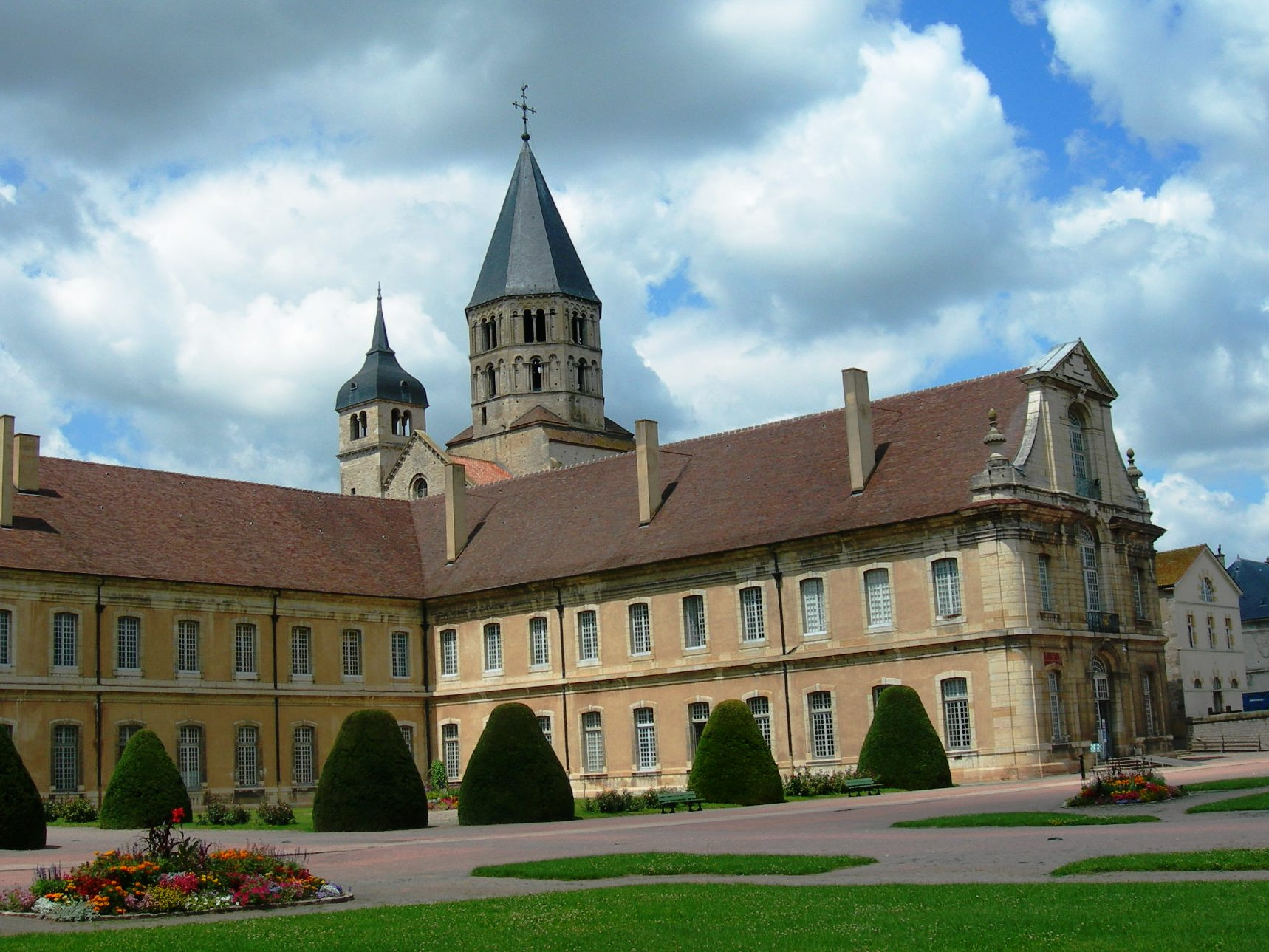
Cluny, klášter od jihovýchodu

## Evropské dědictví

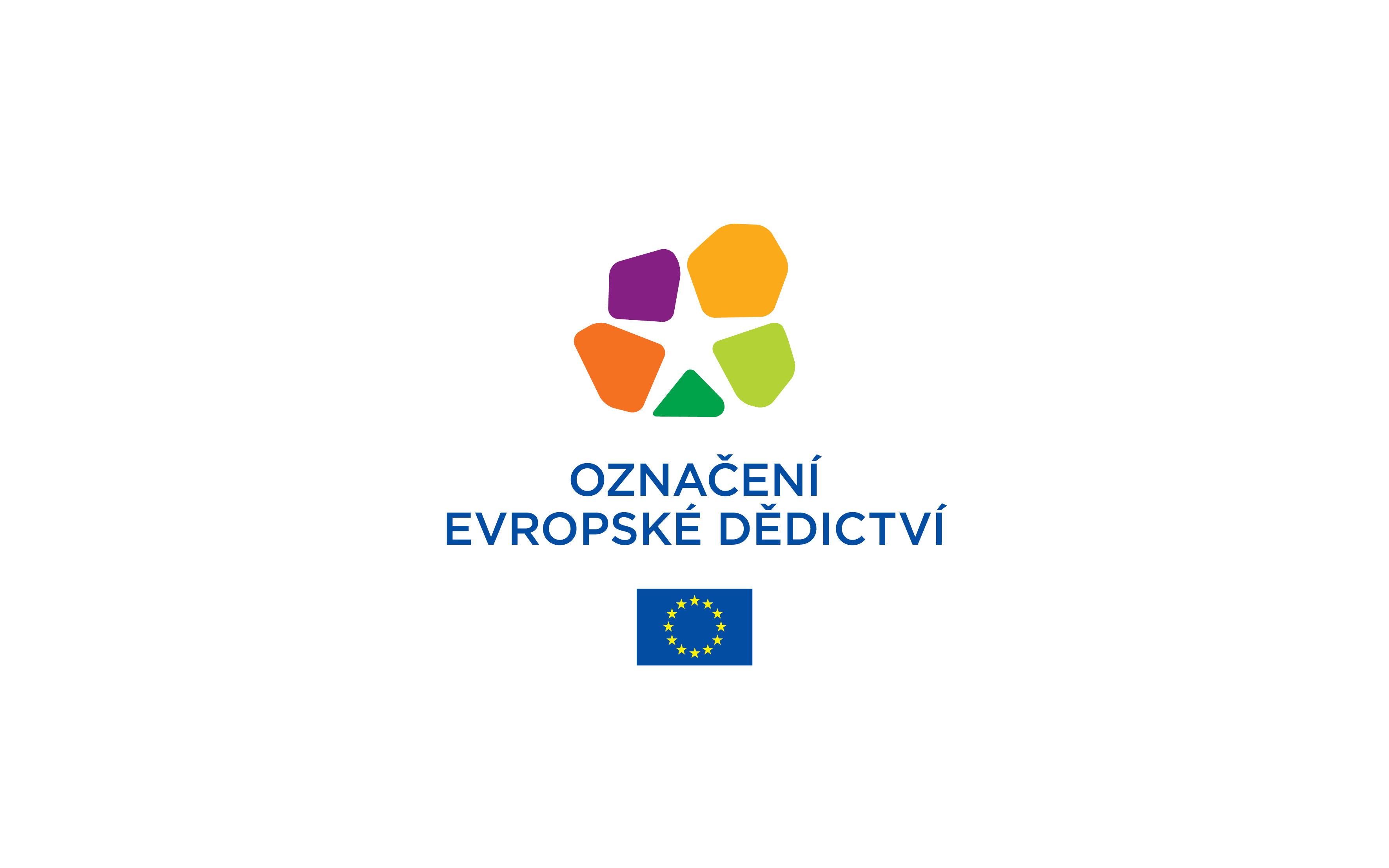
Označení Evropské dědictví

Klášter Cluny je duchovní a správní středisko jedné z největších klášterních sítí v evropských dějinách. Díky udržování tradice rozšiřování knih, uměleckých idejí a vědeckých poznatků za hranice do jiných států  byl přidán v roce 2014 na seznam Evropského dědictví. Je dodnes otevřen badatelům a široké veřejnosti celé Evropy.